# Elliot Page
Elliot Page, anteriormente conocido como Ellen Page (Halifax, Nueva Escocia, 21 de febrero de 1987), es un actor, productor y activista canadiense. 
Comenzó su carrera interpretando roles femeninos, primeramente en programas de televisión. Su primer papel protagónico en el cine fue en el drama Hard Candy, de 2005. Su despegue se dio con su caracterización del personaje principal en la película Juno (2007), de Jason Reitman,  lo que le valió nominaciones para el Premio de la Academia, el BAFTA y el Premio del Sindicato de Actores a mejor actriz y  el Globo de Oro a mejor actriz de musical o comedia. Además, ganó el Premio Independent Spirit, un MTV Movie Award y un Teen Choice Award.
Tras Juno, Page ha participado en varias producciones cinematográficas de gran éxito, destacando algunas como la saga de X-Men (en el rol de Kitty Pryde en 2006 y 2014), An American Crime (2007), Whip It (2009), Super (2010) e Inception (2010). En televisión ha protagonizado la serie de Netflix The Umbrella Academy, en el rol de Vanya/Viktor Hargreeves.
En diciembre de 2020 Page se declaró como una persona transgénero de género no binario, además de indicar que prefería ser conocido bajo el nombre de Elliot y ser referido con pronombres masculino y neutro.

## Primeros años
Elliot Page nació el 21 de febrero de 1987, en la ciudad canadiense de Halifax (Nueva Escocia). Asignado al nacer como mujer, recibió el nombre de Ellen Grace Philpotts-Page. Su padre es el diseñador gráfico Dennis Page y su madre, la profesora Martha Philpotts.
Asistió a la Halifax Grammar School hasta el octavo grado, posteriormente estuvo varios años en el instituto Queen Elizabeth High School y finalmente se graduó en la Shambhala School en 2005. Pasó dos años en Toronto (Ontario) estudiando en el programa interactivo de la Vaughan Road Academy junto con su amigo cercano y actor canadiense Mark Rendall.

## Carrera
A sus 10 años, Elliot Page comenzó su carrera actoral en la película Pit Pony (1997), interpretando el papel de Maggie McLean. Posteriormente, en 1999, realizó la serie televisiva del mismo nombre. Gracias a su trabajo en esta última, recibió una nominación a los Premios Gemini en la categoría de mejor interpretación de programa infantil.[cita requerida]

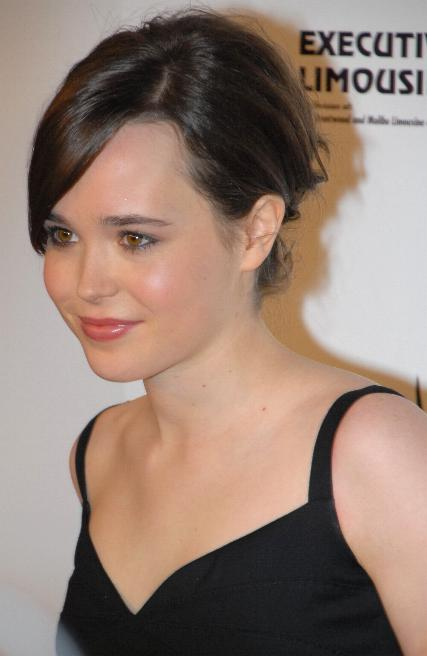
Page en 2007

Cobró notoriedad por su trabajo en la película Hard Candy (2005), cuyo tema central es el abuso sexual, en el papel de Hayley Stark, una adolescente de catorce años, lista y encantadora, que conoce a un joven treintañero con el que no «debería» estar a solas. Page sorprendió a críticos y espectadores con su interpretación de un papel tan duro como el que tuvo en esta película, pero tal vez se le recuerde más por la saga de X-Men, en X-Men: The Last Stand (2006) y en X-Men: días del futuro pasado (2014), como Kitty Pryde/Shadowcat, una mutante capaz de atravesar cualquier tipo de material.
En el 2007, protagonizó la película An American Crime, basada en una historia real, donde encarnó a Sylvia Likens, una adolescente de dieciséis años que fue torturada hasta la muerte por Gertrude Baniszewski. Ese mismo año, sorprendió a los críticos nuevamente con un registro completamente diferente en su actuación dramática en Juno, cinta que trata sobre una chica de dieciséis años que termina tomando una decisión insólita frente a su embarazo no deseado. La película le valió la nominación al Globo de Oro en 2008 a la mejor actriz de comedia o musical y al Óscar a la mejor actriz. Juno ganó el Óscar al mejor guion el 24 de febrero de 2008.
El 1 de marzo del 2008, Page fue el anfitrión del programa de comedia Saturday Night Live y, el 3 de mayo de 2009, apareció como estrella invitada en el episodio Waverly Hills 9-0-2-1-D'oh de la serie animada Los Simpson, interpretando al personaje de Alaska Nebraska, una parodia de Hannah Montana. En abril de 2011, apareció en la película To Rome with Love, de Woody Allen, junto al actor Jesse Eisenberg.
Además, actuó en la película Inception (2010), donde según varios críticos de cine desempeñó un buen papel, y por el que obtuvo la nominación al Premio Saturn a la Mejor Actriz. En 2013, puso cara y voz a la protagonista Jodie Holmes del videojuego Beyond: Dos Almas, acerca de una joven de veinticuatro años muy especial, ligada a un espíritu que solo ella puede presenciar y que condicionará toda su vida. Entre 2019 y 2024, protagoniza la serie de televisión The Umbrella Academy, estrenada en Netflix, donde interpreta el papel de Vanya/Viktor Hargreeves, alias Número Siete.

## Vida personal
En 2008, fue parte de las treinta celebridades que participaron en una serie de anuncios en línea para la Campaña de Estados Unidos por Birmania, que pidió el fin de la dictadura militar en Birmania. Se describe como feminista proelección. Asistió a la escuela budista en su juventud y practicó meditación y yoga, practica un estilo de vida vegano. Se considera ateo, y comentó que la religión «siempre se ha utilizado para cosas hermosas y también como una forma de justificar la discriminación».
En 2014, Page anunció públicamente su lesbianismo, en el transcurso de una conferencia de apoyo a jóvenes LGBT en Las Vegas. En aquel momento Page indicó que esperaba servir de ejemplo a los jóvenes, y que decidió hacer pública su orientación sexual «por motivación personal y responsabilidad social». En 2017, Page alegó que el cineasta Brett Ratner forzó su salida del armario en el set de X-Men: The Last Stand, cuando tenía dieciocho años, casi una década antes de que diera a conocer su orientación sexual. Más tarde, en una larga publicación en Facebook, expresó su gratitud hacia las personas que estaban rompiendo el silencio contra el abuso, y manifestó su frustración ante el patrón de mirar hacia otro lado en la industria cinematográfica. La actriz Anna Paquin declaró su apoyo a Page, e indicó que estuvo presente cuando Ratner hizo tal comentario.
El 3 de enero de 2018 contrajo matrimonio con la bailarina profesional Emma Portner.Se separaron a mediados de 2020, y Page solicitó el divorcio en enero de 2021.
El 1 de diciembre de 2020, Page se declaró transgénero en sus cuentas de redes sociales, especificando que utilizaría como sus pronombres he/they (él/pronombre de género neutro en inglés), y reveló que su nuevo nombre era «Elliot». Numerosas personas y organizaciones LGBT expresaron su apoyo a Page en las redes sociales después del anuncio.

## Filmografía
| Año  | Título                                    | Papel                             |
| ---- | ----------------------------------------- | --------------------------------- |
| 1997 | Pit Pony                                  | Maggie Maclean                    |
| 2002 | Marion Bridge                             | Joanie                            |
| 2002 | The Wet Season                            | Jocelyn                           |
| 2003 | Ghost Cat                                 | Natalie Merritt                   |
| 2003 | Touch & Go                                | Trish                             |
| 2003 | Homeless to Harvard: The Liz Murray Story | Pequeña Lisa                      |
| 2003 | Going for Broke                           | Jennifer                          |
| 2003 | Love That Boy                             | Suzanna                           |
| 2004 | I Downloaded a Ghost                      | Stella Blackstone                 |
| 2004 | Wilby Wonderful                           | Emily Anderson                    |
| 2005 | Hard Candy                                | Hayley Stark                      |
| 2005 | Mouth to Mouth                            | Sherry                            |
| 2006 | X-Men: The Last Stand                     | Katherine Kitty Pryde (Shadowcat) |
| 2007 | An American Crime                         | Sylvia Likens                     |
| 2007 | The Tracey Fragments                      | Tracey Berkowitz                  |
| 2007 | Juno                                      | Juno MacGuff                      |
| 2007 | The Stone Angel                           | Arlene                            |
| 2008 | Smart People                              | Vanessa Wetherhold                |
| 2009 | Whip It                                   | Bliss Cavendar / Babe Ruthless    |
| 2010 | Peacock                                   | Maggie                            |
| 2010 | Inception                                 | Ariadne                           |
| 2010 | Super                                     | Libby / Boltie                    |
| 2012 | To Rome with Love                         | Monica                            |
| 2013 | The East                                  | Izzy                              |
| 2013 | Touchy Feely                              | Jenny                             |
| 2014 | X-Men: días del futuro pasado             | Katherine Kitty Pryde (Shadowcat) |
| 2015 | Robodog                                   | Izzy                              |
| 2015 | Into the Forest                           | Nell                              |
| 2015 | Freeheld                                  | Stacie Andree                     |
| 2016 | Tallulah                                  | Tallulah                          |
| 2017 | Flatliners                                | Courtney Holmes                   |
| 2017 | The Cured                                 | Abbie                             |
| 2018 | My Days of Mercy                          | Lucy                              |
| 2023 | Close to You                              | Sam                               |

### Series de televisión
| Año       | Título                     | Papel                                      | Notas                                                            |
| --------- | -------------------------- | ------------------------------------------ | ---------------------------------------------------------------- |
| 1999-2000 | Pit Pony                   | Maggie Maclean                             | 22 episodios, protagonista                                       |
| 2001-2002 | Trailer Park Boys          | Treena Lahey                               | 5 episodios, recurrente                                          |
| 2002      | Regénesis                  | Lilith Sandström                           | 8 episodios, recurrente Gemini Award por Mejor Actriz Secundaria |
| 2004      | Rideau Hall                | Helene                                     | Episodio: Piloto                                                 |
| 2009      | Los Simpson                | Alaska Nebraska                            | Episodio: "Waverly Hills 9-0-2-1-D'oh", estrella invitada        |
| 2019      | Historias de San Francisco | Shawna                                     | Serie original de Netflix                                        |
| 2019-2024 | The Umbrella Academy       | Vanya/Viktor Hargreeves / The White Violin | Serie original de Netflix                                        |

También ha participado en el videojuego Beyond: Dos Almas con el papel protagonista de Jodie Holmes.

## Premios y nominaciones
| Año  | Premiación                       | Categoría                                              | Nominación por                | Resultado  | Ref.   |
| ---- | -------------------------------- | ------------------------------------------------------ | ----------------------------- | ---------- | ------ |
| 2007 | MTV Movie Awards                 | Mejor actriz                                           | Juno                          | Triunfo    | [ 35 ] |
| 2007 | MTV Movie Awards                 | Mejor beso (con Michael Cera)                          | Juno                          | Nominación | [ 35 ] |
| 2007 | Premios Satellite                | Mejor actriz - Comedia o musical                       | Juno                          | Triunfo    | [ 36 ] |
| 2008 | Premios BAFTA                    | Mejor actriz                                           | Juno                          | Nominación | [ 37 ] |
| 2008 | Premios BAFTA                    | Estrella emergente                                     | Juno                          | Nominación | [ 37 ] |
| 2008 | Critics' Choice Movie Awards     | Mejor actriz                                           | Juno                          | Nominación | [ 38 ] |
| 2008 | Critics' Choice Movie Awards     | Mejor reparto                                          | Juno                          | Nominación | [ 38 ] |
| 2008 | Premios Globo de Oro             | Mejor actriz - Comedia o musical                       | Juno                          | Nominación | [ 39 ] |
| 2008 | Premios Independent Spirit       | Mejor actriz                                           | Juno                          | Triunfo    | [ 40 ] |
| 2008 | Premios Óscar                    | Mejor actriz                                           | Juno                          | Nominación | [ 41 ] |
| 2008 | Premios del Sindicato de Actores | Mejor actriz                                           | Juno                          | Nominación | [ 42 ] |
| 2008 | Teen Choice Awards               | Mejor actriz de cine de comedia                        | Juno                          | Triunfo    | [ 43 ] |
| 2008 | Teen Choice Awards               | Mejor actriz de cine revelación                        | Juno                          | Triunfo    | [ 43 ] |
| 2008 | Teen Choice Awards               | Mejor beso (con Michael Cera)                          | Juno                          | Triunfo    | [ 43 ] |
| 2010 | MTV Movie Awards                 | Mejor actuación de miedo                               | Inception                     | Triunfo    | [ 44 ] |
| 2010 | MTV Movie Awards                 | Mejor beso (con Joseph Gordon-Levitt)                  | Inception                     | Nominación | [ 44 ] |
| 2010 | MTV Movie Awards                 | Momento más impactante (con Leonardo DiCaprio)         | Inception                     | Nominación | [ 44 ] |
| 2010 | Premios Saturn                   | Mejor actriz                                           | Inception                     | Nominación | [ 45 ] |
| 2014 | Teen Choice Awards               | Roba escenas de película                               | X-Men: días del futuro pasado | Nominación | [ 46 ] |
| 2014 | Premios BAFTA de Videojuegos     | Mejor interpretación                                   | Beyond: Two Souls             | Nominación | [ 47 ] |
| 2016 | Premios Primetime Emmy           | Mejor reality no estructurado                          | Gaycation                     | Nominación | [ 48 ] |
| 2017 | Premios Primetime Emmy           | Mejor reality no estructurado                          | Gaycation                     | Nominación | [ 48 ] |
| 2019 | Premios Saturn                   | Mejor actriz de reparto en una serie por streaming     | The Umbrella Academy          | Nominación | [ 49 ] |
| 2019 | Teen Choice Awards               | Mejor actriz de televisión de ciencia ficción/fantasía | The Umbrella Academy          | Nominación | [ 50 ] |
| 2021 | MTV Movie & TV Awards            | Mejor actuación en una serie                           | The Umbrella Academy          | Nominación | [ 51 ] |
| 2022 | Premios Saturn                   | Mejor actor de reparto en una serie por streaming      | The Umbrella Academy          | Triunfo    | [ 52 ] |